# Agnès de Clèves
Agnès de Clèves (24 mars 1422 - 6 avril 1448) est la fille d'Adolphe Ier, duc de Clèves et de sa seconde épouse Marie de Bourgogne.
Avec son frère aîné Jean, Agnès passe une bonne partie de son enfance à la cour de son oncle maternel Philippe le Bon, le puissant duc de Bourgogne, dans l'entourage de la duchesse Isabelle de Portugal, pendant que le duc Philippe négocie le mariage d'Agnès avec l'héritier du trône de Navarre. Les pourparlers, initiés en 1433, furent confirmés en 1438 avec la signature d'un accord à Douai et solennisés en 1439 avec la célébration du mariage en 1439 avec Charles, prince de Viane.
Le couple n'eut pas d'enfant. Agnès est morte le 6 avril 1448, âgée de seulement vingt-trois ou vingt-quatre ans. Après la mort d'Agnès, son mari voulut se remarier, son choix s'était porté sur l'infante Catherine de Portugal. Le mariage n'eut jamais lieu à cause de la mort de Charles.